# Kastell Cornuțel
Das Kastell Cornuțel (mit antikem Namen möglicherweise Caput Bubali) war ein römisches Hilfstruppenlager etwas außerhalb von Cornuțel, einem Dorf in der zum Kreis Caraș-Severin gehörenden Gemeinde Brebu. Früher hatte der Ort denkmalrechtlich zum Dorf Delinești in der Gemeinde Păltiniș gehört, weswegen zuweilen auch noch der Name Kastell Delinești auftaucht. Das heutige Bodendenkmal liegt in der rumänischen Region Banat. In antiker Zeit war es ein Außenkastell des Dakischen Limes und gehörte administrativ zur Provinz Dacia superior. Gemeinsam mit insgesamt 277 Stätten des Dakischen Limes wurde das Kastell Cornuțel 2024 zum UNESCO-Weltkulturerbe erhoben.

## Lage
Das Kastell befindet sich auf den bewaldeten Höhen etwa anderthalb Kilometer südlich des Dorfes Cornuțel. Unter der Voraussetzung gerodeten Vorgeländes bietet der Platz gute Sicht nach Nordosten und Südwesten. Durch diese Position wird die Überwachung der vom Kastell Berzovia nach Tibiscum führenden, römischen Fernstraße begünstigt gewesen sein. Etwa einhundert Meter nördlich des Lagers befindet sich eine Quelle, welche die Trinkwasserversorgung der Soldaten gewährleistet haben mag.
Die rumänische Forschung setzt den Platz mit dem antiken Caput Bubali gleich, das auf der Tabula Peutingeriana und in der Cosmographia des Geographen von Ravenna verzeichnet ist. Da es jedoch noch weitere, theoretisch in Frage kommende römische Fundstätten in der Region gibt, ist diese Identifizierung nicht gänzlich gesichert.

## Archäologie
Es waren zwar bereits im ausgehenden 20. Jahrhundert archäologische Ausgrabungen in Cornuțel von Mitarbeitern des Muzeul Banatului Montan (Bergmuseum des Banats) aus Reșița vorgenommen worden, jedoch hatten diese ihre Ergebnisse nicht veröffentlicht, als junge Archäologen der West-Universität Temeswar im Sommer 2000 eine Nachgrabung unternahmen. Das jüngere Unternehmen wurde durch die mehr als deutlichen Spuren der älteren Bodeneingriffe (nicht verfüllte Grabungsschnitte etc.) beeinträchtigt. Erschwerend kamen noch Bodenstörungen durch die Tätigkeit von Raubgräbern hinzu.
Durch die neuerlichen Forschungen gelang die Identifizierung eines einphasigen Holz-Erde-Lagers aus der frühen Phase der römischen Okkupation Dakiens. Das Kastell hat vermutlich von 101 bis 117, möglicherweise sogar nur zwischen 101 und 106, also in der Zeit der Dakerkriege, existiert. Der Grundriss des Lagers war annähernd quadratisch. Mit seinen geringen Abmessungen von rund 48 m mal 50 m (= 0,24 ha) war es bestenfalls in der Lage, drei Zenturien aufzunehmen. Über die dort stationierte Truppe ist jedoch nichts bekannt, da keine epigraphisch auswertbaren Funde gemacht werden konnten. Mit seinen Seiten war das Kastell in die vier Himmelsrichtungen orientiert. Als Umwehrung dienten mindestens ein Wall und ein Graben, an der nördlichen Seite noch ein zweiter Wall und womöglich ein zweiter Graben. Die Wälle waren noch bis zu einer Höhe von zwei Metern erhalten. Tore konnten nur an der Westseite festgestellt und an der Südseite vermutet werden. Das Westtor hatte eine Durchlassbreite von drei Metern und war von zwei Türmen flankiert.

## Denkmalschutz
Die gesamte archäologische Stätte steht nach dem 2001 verabschiedeten Gesetz Nr. 422/2001 als historisches Denkmal unter Schutz und ist in der nationalen Liste der historischen Monumente (Lista Monumentelor Istorice) mit dem LMI-Code CS-I-s-B-10814 eingetragen. Der RAN-Code lautet 51635.11. Zuständig sind das Ministerium für Kultur und nationales Erbe (Ministerul Culturii și Patrimoniului Național), insbesondere das Generaldirektorat für nationales Kulturerbe, die Abteilung für bildende Kunst sowie die Nationale Kommission für historische Denkmäler sowie weitere, dem Ministerium untergeordnete Institutionen. Ungenehmigte Ausgrabungen sowie die Ausfuhr von antiken Gegenständen sind in Rumänien verboten.